# 6672 Corot
6672 Corot (1213 T-1) là một tiểu hành tinh vành đai chính được phát hiện ngày 24 tháng 3 năm 1971 bởi Cornelis Johannes van Houten, Ingrid van Houten-Groeneveld và Tom Gehrels ở Đài thiên văn Palomar.